# NK Staklar Pula
NK Staklar je bivši nogometni klub iz Pule. Boja kluba bila je bordo i ljubičasta.

## Povijest
Klub je osnovan 1959 godine. Bio je radnička ekipa Tvornice laboratorijskog stakla Boris Kidrič. Imao je sve dobne natjecateljske kategorije, pionire, juniore i seniore. Utakmice je igrao na igralištu Karbunini, nekad odlagalištem ugljene šljake, danas pomoćnom igralištu stadiona Aldo Drosina.
Iz 1970-ih godina datira istinita puljska urbana legenda. Poznati hrvatski boksač Mate Parlov jednu je natjecateljsku sezonu odigrao za Staklar. Parlov je momčadi priskrbio 1978. potpunu opremu, a zauzvrat je Parlov igrao u Staklaru što mu je poslužilo za dodatne kondicijske pripreme za borbu s Marvinom Johnsonom s kojim se borio 2. prosinca iste godine.
Za Staklar je branio Milan Zagorc.
Karijeru u Staklaru započeo je 1970. Dragan Simeunović, koji je karijeru 4 godine poslije nastavio u Istri, a koju je 1999. uveo u 1. HNL.
Ugašen je početkom 80-ih godina 20. stoljeća.

## Vanjske poveznice
- Regional Express Karbunina dobila travu (foto)